# Шахнович, Михаил Иосифович
Михаи́л Ио́сифович Шахно́вич (23 февраля 1911 — 4 марта 1992) — советский философ, историк культуры, фольклорист, историк общественной мысли, специалист в области философии религии и религиоведения. Доктор философских наук, профессор.

## Биография

### Становление
Научные интересы М. И. Шахновича определились ещё во время учёбы в Санкт-Петербургском 3-м реальном училище (102 единой трудовой школе) под влиянием его учителей В. Я. Проппа (тогда учитель русской литературы), А. И. Боргмана (учитель истории) и А. А. Богданова, ведшего кружок по философии. Ещё в юности в конце 1920-х годов начал писать статьи и очерки в газетах «Безбожник» и «Смена». Первая книга М. И. Шахновича «Социальная сущность Талмуда» была опубликована в 1929 г., когда автору было 18 лет.
В 1929—1932 годах на историко-филологическом отделении Ленинградского университета учился у П. К. Коковцова, Ф. И. Щербатского, В. А. Алексеева, И. Г. Франк-Каменецкого и В. В. Струве. В аспирантуре (1933—1936) в Академии наук СССР он занимался фольклористикой под руководством М. К. Азадовского, одновременно работая под руководством В. Г. Богораза и Н. М. Маторина в области этнографии и сравнительного религиоведения. В этот же период М. И. Шахнович был ответственным секретарем журналов «Советская этнография» и «Советский фольклор».

### Научная деятельность и карьера
М. И. Шахнович окончил ИФЛИ ЛГУ (1932), аспирантуру АН СССР (1936). Был одним из основателей Музея истории религии АН СССР (1932). Старший научный сотрудник (1932—1941), заместитель директора этого музея по научной работе (1944—1960).
В 1946—1949 и 1953—1960 годах совмещает работу в музее с преподавательской деятельностью на философском факультете ЛГУ. Старший преподаватель (1960), доцент (1962), профессор философского факультета ЛГУ (1965—1991). Участник Великой Отечественной войны, награждён боевыми наградами.
За диссертацию «Русские пословицы и поговорки как исторический источник» М. И. Шахновичу в 1937 году были присуждены две учёные степени — кандидата исторических и кандидата филологических наук. Доктором философских наук он стал в 1963 г. (тема диссертации — «Ленин и проблемы атеизма: критика религии в трудах Ленина».
Более 40 лет, начиная с 1946 года, читал курс «Всеобщая история религии и атеизма» на философском факультете ЛГУ. Создатель и многолетний руководитель специализации «История религии и атеизма»; подготовил более 120 кандидатов и докторов наук.
В 1953 году за восстановление Музея истории религии АН СССР и Казанского собора после Великой Отечественной войны был вручен орден «Знак Почёта».
Автор более 250 научных трудов по различным областям гуманитарного знания. Один из авторов «Атеистического словаря».

### Семья
- Жена, Любовь Исааковна Емелях (1924—1992) — советский историк, историк религии, архивист, музейный работник, пропагандист атеизма. Автор работ по истории православия, истории русского крестьянства и истории антиклерикальных движений в России. Доктор исторических наук.
- Дочь, Марианна Михайловна Шахнович — религиовед и философ религии, доктор философских наук (2000), профессор, c 1999 года заведующая кафедрой[3] философии религии и религиоведения[4][5] философского факультета СПбГУ.

## Наследие
М. И. Шахнович автор более 250 научных трудов, демонстрирующих многосторонность его исследовательских интересов. Многие его работы до сих пор не напечатаны, а некоторые вышли совсем не в том виде, в каком они задумывались или были написаны первоначально.

### История философии
Начиная с 1930-х годов, М. И. Шахнович изучал проблемы происхождения мифологии и философии. Результаты этих исследований наиболее полно отражены в труде «Происхождение философии», рассматривающем проблемы первобытного мышления, возникновения космогоний, теогоний и натурфилософии. При публикации книга была сокращена и разделена на две части: «Первобытная мифология и философия. Предыстория философии» (Л., 1971) и «Происхождение философии и атеизм» (Л., 1973).

### Философия религии
Монография «Ленин и проблемы атеизма. Критика религии в трудах Ленина» (М.; Л. 1961) — фундаментальное сочинение по истории русского марксизма, переведена на польский и немецкий языки. В нём анализируется марксистская теория происхождения и сущности религии, взаимоотношения религии, философии и науки, рассматривается отношение Ленина к православной церкви, сектантству, христианскому социализму и т. д.
М. И. Шахнович считал, что все человечество должно объединиться на основе «нового мышления» для решения глобальных проблем современности и рассматривал эту проблему с позиций ученого-религиоведа в книгах «Кибернетика и атеизм» (Л., 1966), «Новые вопросы атеизма. Социологические очерки» (Л., 1973), «Критика религиозных истолкований экологических проблем» (М., 1985) и др. Он исследовал проблемы модернизации идеи бога в современной теологии и философии религии, рассматривал различные решения проблем «Бог — человек — природа», «Бог — человек — робот», «Бог и совесть» на пороге XXI века, исследовал прошлое и настоящее самой идеи Бога («Тайны Бога. Глобальные проблемы современности и модернизация идеи бога». Киев, 1990).
Монография получила высокую оценку В. Я. Проппа

### Психология религии
Важное место в исследовательской деятельности М. И. Шахновича было отведено изучению мистики и оккультизма. Начало было положено приглашением Шахновичу от профессора Л. Л. Васильева принять участие в деятельности Комиссии по изучению таинственных явлений человеческой психики. В 1930-е годы он пишет «Историю спиритизма», из которой была опублиоквана только часть. (неопубл.) В 1965 году в книге «Современная мистика в свете науки» он исследовал происхождение мистики, её сущность и предложил классификацию её форм. В 1967 году М. И. Шахнович в соавторстве с психиатром А. А. Портновым выпускает брошюру «Психозы и религия». В середине 1991 г. М. И. Шахнович начал писать книгу очерков «Мистический Санкт-Петербург. Потомки Калиостро» — воспоминания о своих встречах с питерскими медиумами, алхимиками, магами, астрологами, теософами и предсказателями. В 1996 г. книга была опубликована под названием «Петербургские мистики».

### Искусство и религия
В 1965 году вышла в свет монография М. И. Шахновича «Гойя против папства и инквизиции», написанная к 125-летию со дня смерти великого испанца. Особую ценность исследованию придают комментарии к так называемым «зашифрованным» офортам серии «Провербиос» («Диспаратес» и «Капричос»).

### Библеистикаииудаика
В 1929 году вышла его книга «Социальная сущность Талмуда». В 1939 году М. И. Шахнович стал одним из организаторов выставки «Евреи в царской России и СССР» в Государственном Музее Этнографии (Путеводитель. Сост. И. М. Пульнер и М. И. Шахнович. Л., 1939). Основными последующими работами в этом направлении стали: «Реакционная сущность иудаизма. Критические очерки происхождения и классовой сущности иудейской религии» (1960), «Закат иудейской религии» (1965). С молодых лет он собирал материал об истории создания и распространения «Протоколов сионских мудрецов». Лишь небольшой фрагмент этого труда был опубликован в 1965 г. в книге «Закат иудейской религии». Книга о «протоколах» готовилась к печати трижды (последний раз в 1990 г.), но так и осталась ненапечатанной. В 1988 г. в Лениздате вышла последняя книжка М. И. Шахновича на библейскую тему — «Библия в современной борьбе идей».

### Фольклористикаиистория русской культуры
Важной областью научных исследований М. И. Шахновича стала русская паремиография. Результатом многолетних изысканий по этой теме стал его труд «Русская паремиография как исторический источник», но только его первая часть увидела свет. Она вышла под названием «Краткая история собирания и изучения русских пословиц и поговорок» в журнале «Советский фольклор» в 1936 году. Выпущены были также два приложения, содержавшие архивные материалы, касающиеся В. И. Даля. Важными работами учёного как паремиографа являются его библиографический указатель по русской паремиографии, содержащий 1435 работ, «Пословицы и поговорки о попах и религии» (1933), «Военные пословицы русского народа. Сборник пословиц и крылатых слов» (1945) и неопубликованная «Русская книга любви», содержащая эротические и «заветные» пословицы. Следствием паремиографических исследований М. И. Шахновича явился его интерес и к народным приметам, что нашло отражение в выпуске двух книг соответствующего содержания: «Приметы в свете науки» (1954, 1963, 1964) и «Приметы верные и суеверные. Атеистические очерки народного знания и бытового суеверия» (1984).
Серия статей и книг исследователя была посвящена теме «Православная церковь и русская культура». М. И. Шахнович интересовался русским Просвещением и написал ряд исследований о Д. С. Аничкове, о «Русском Кандиде» — Ертове; впервые опубликовал анонимный трактат «Зерцало безбожия» («Новый памятник русского свободомыслия XVIII века»// «Звенья», Сборник материалов и документов по истории литературы, искусства и общественной мысли XIV—XX вв. М., 1950). В 50-е годы М. И. Шахнович написал большую книгу «Исторические воззрения М. Горького». Из неё был опубликован только один параграф: «Горький о происхождении религии» (Ежегодник МИР АН СССР. Т. 1. М., Л. 1957. С. 75-143).

### История этических учений
М. И. Шахнович преподавал с 1946 года историю этических учений на философском факультете ЛГУ и поэтому выступил инициатором и редактором (вместе с Б. А. Чагиным и 3. Н. Мелещенко) коллективного труда «Очерки истории этики» (М., 1969). Для этой книги он написал разделы: «Этика древнего и средневекового Востока», «Этика Древнего Рима», «Этика французских и английских мыслителей XVII в.»; «Этика американского Просвещения»; «Этические учения Фихте и Шеллинга»; «Этика русских революционеров-демократов и народников» и др.

## Отзывы
В. Я. Пропп следующим образом оценил книгу М. И. Шахновича «Ленин и проблемы атеизма. Критика религии в трудах Ленина»:

«Большое, большое спасибо Вам за Вашу книгу. Так надо писать. Ясная, логическая система и по возможности полный охват материала. Огромная эрудиция. Очень хорошо! По стилю своей работы Вы остаетесь в целом верны себе, начиная от Вашей кандидатской диссертации, которая поразила меня своим объёмом. Я этот стиль очень одобряю»

## Основные работы
- Шахнович М. И. Кому служит религия Израиля? — Л., 1929.
- Шахнович М. И. Социальная сущность Талмуда. — Л., 1929.
- Шахнович М. И. Краткая история собирания и изучения русских пословиц и поговорок // Советский фольклор. 1936. № 4—5.
- Шахнович М. И. Военные пословицы русского народа. — Л., 1945.
- Шахнович М. И. От суеверий к науке. — Молодая гвардия, 1948. — 380 с.
- Шахнович М. И. Реакционная сущность иудаизма: краткий очерк происхождения и классовой сущности иудейской религии. — Издательство Академии наук СССР, 1960. — 236 с. — (Научно-популярная серия).
- Шахнович М. И. Ленин и проблемы атеизма. — Издательство Академии наук СССР, 1961. — 670 с. (переведена также на немецкий и польский языки)
- Шахнович М. И. Гойя против папства и инквизиции. — Л., 1965.
- Шахнович М. И. Закат иудейской религии. — Л.: Лениздат, 1965. — 242 с.
- Шахнович М. И. Современная мистика в свете науки. — Наука, 1965. — 205 с.
- Шахнович М. И. Первобытная мифология и философия. Предыстория философии. — Л., 1971.
- Шахнович М. И. Происхождение философии и атеизм. — Л.: Наука, 1973. — 250 с. (переведено на армянский язык).
- Шахнович М. И. Новые вопросы атеизма: Социологические очерки. — Л.: Лениздат, 1973. — 240 с.
- Шахнович М. И. Приметы верные и суеверные. Очерки народного знания и бытового суеверия. — Л., 1984.
- Шахнович М. И. Человек восстаёт против бога. — 2-е изд, доп.. — Л.: Детская литература, 1986. — 175 с.: ил. с. — 100 000 экз.
- Шахнович М. И. Библия в современной борьбе идей. — Л.: Лениздат, 1988. — 238 с.
- Шахнович М. И. Тайны бога. Глобальные проблемы современности и модернизация идеи бога. — Киев, 1990.

- Шахнович М. И. Петербургские мистики. — СПб.: Невский глашатай, 1996. — 253 с.